# Estréelles
Estréelles település Franciaországban, Pas-de-Calais megyében. Lakosainak száma 343 fő (2022. január 1.). Estréelles Recques-sur-Course, Montcavrel, Neuville-sous-Montreuil, Attin és Estrée községekkel határos.

## Népesség
A település népességének változása:
| Lakosok száma | 367  | 362  | 366  | 352  | 350  | 348  | 346  | 345  | 343  |
|               | 2013 | 2015 | 2016 | 2017 | 2018 | 2019 | 2020 | 2021 | 2022 |